# Tatepeira stadelmani
Tatepeira stadelmani är en spindelart som beskrevs av Levi 1995. Tatepeira stadelmani ingår i släktet Tatepeira och familjen hjulspindlar.
Artens utbredningsområde är Honduras. Inga underarter finns listade i Catalogue of Life.